# Província de Blagòevgrad
La província de Blagòevgrad (en búlgar: Oбласт Благоевград), també coneguda en alguns contexts com a Macedònia de Pirin (búlgar: Пиринска Македония, Pirinska Makedoniya), és una província (óblast) del sud-oest Bulgària. Part de la regió Macedònia, limita amb altres províncies de Bulgària, així com amb Grècia i amb Macedònia del Nord. Té 14 municipalitats amb 12 ciutats. La principal ciutat és Blagòevgrad, i altres ciutats importants són Bansko, Gotse Deltxev, Melnik, Petritx, Razlog, Sandanski i Simitli.

## Demografia
Segons el cens del 2011, la població de la província consta de 251.097 búlgars (inclosos búlgars musulmans), 17.027 turcs i 9.739 gitanos.
196.942 dels residents són cristians ortodoxos, 40.667 són musulmans i 1.499 protestants.
Segons el cens del 2001 el búlgar és la llengua materna de 306.118 persones, el turc és parlat per 19.819, mentre que 9.232 afirmen ser parlants de romaní.

## Macedònia Pirin
Aquesta província també respon al nom de Macedònia de Pirin, que és reclamada per alguns nacionalistes de Macedònia del Nord com a regió ocupada en el concepte irredemptista de Gran Macedònia. Nogensmenys la majoria dels media nordmacedonis (source Arxivat 2007-09-27 a Wayback Machine.) i la majoria dels polítics (source Arxivat 2007-10-10 a Wayback Machine.) sistemàticament envien informació amb dos elements bàsics: negar el passat búlgar de la Macedònia i reclamar el reconeixement de la minoria ètnica macedònia a Pirin amb acusacions de violacions dels drets humans.

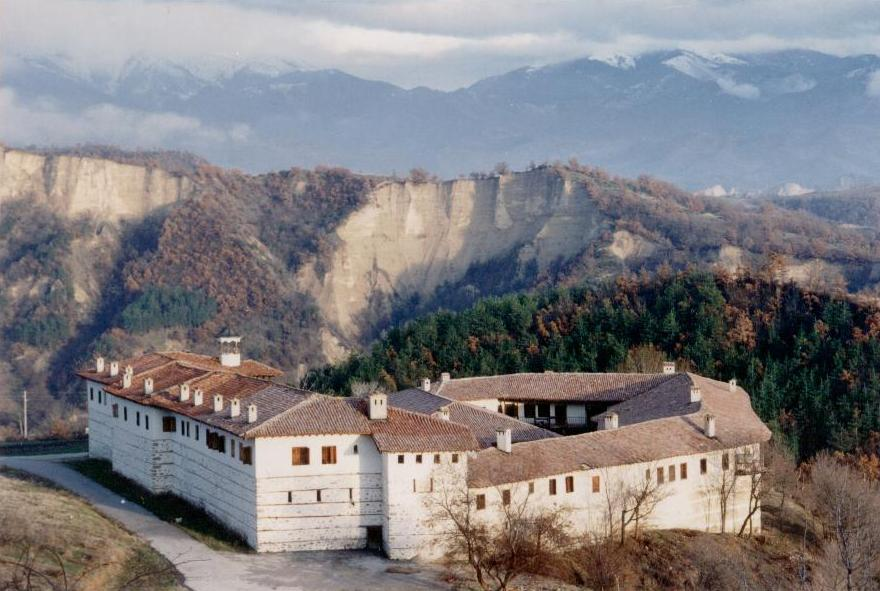
El Monestir de Rojen, a Blagòevgrad

Avui la idea d'una Macedònia «unida» és reivindicada únicament per una minoria marginal de partits nacionalistes i organitzacions de Macedònia del Nord. Segons els activistes macedonis en favor dels drets humans Chris Popov i Michael Radin, el nombre probable de macedonis ètnics és d'uns 200,000, segons Krasimir Kanev del Comitè Búlgar Hèlsinki són entre 15,000 i 25,000 (source Arxivat 2007-09-28 a Wayback Machine.) i segons l'activista macedoni local, Stoyko Stoykov, són entre 5,000 i 10,000 (source Arxivat 2008-06-29 a Wayback Machine.).
Només uns 814 habitants de la província (de 323,552) es definien com a macedonis ètnics el 2011, els búlgars són la majoria de 251,097 (dades oficials en búlgar aquí). Tanmateix, alguns han reclamat que en els recents censos l'opció «macedoni» no figura a la llista (només els tres grups ètnics principals), tot i que la gent s'hi pot inscriure (el qüestionari es pot veure aquí, veure secció n14), la qual cosa vol dir que el nombre actual és discutit pels nacionalistes macedonis o els seus partidaris.
Aquest nombre baix de macedonis ètnics a la regió és explicat pels partidaris del Macedonisme com a resultat de la repressió. També afirmen que el nombre de macedonis a la província era més gran als censos del 1946 i 1956, afirmant que aleshores la Bulgària hi reconegué una minoria macedònia i els reconegué el dret a l'autodeterminació (cosa que no es dona avui). Això és explicat pels búlgars com a part de la política de la Comintern i del Partit Comunista de Bulgària d'aleshores, que donava suport a la proposta soviètica d'unió de Bulgària en Iugoslàvia amb la corresponent incorporació de Macedònia de Pirin a la República Socialista de Macedònia. Amb el temps la idea de promoure una consciència nacional separada a Macedònia de Pirin va perdre el suport de les autoritats.

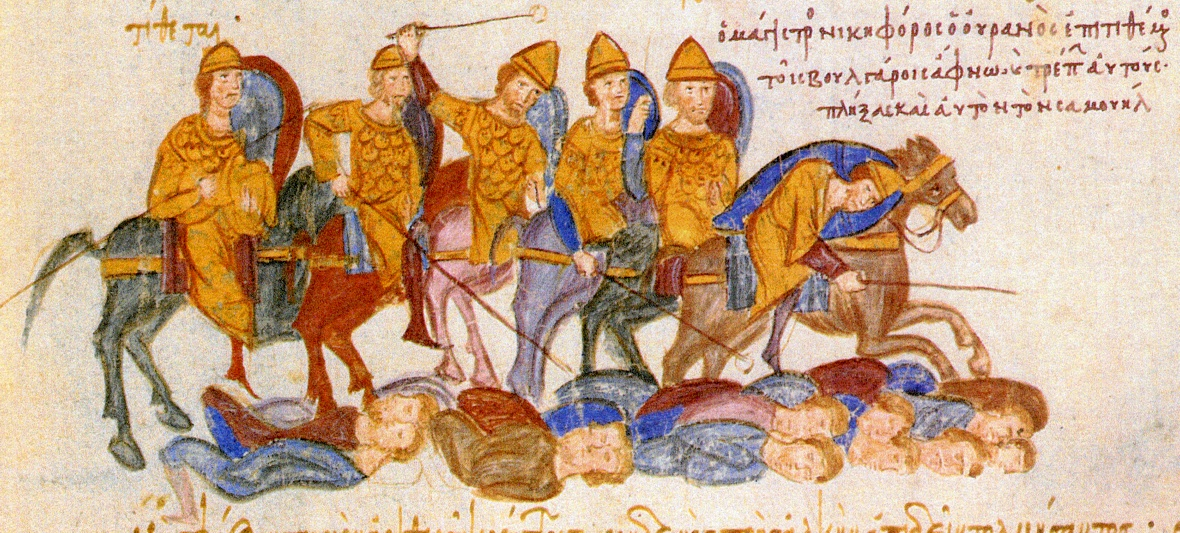
Derrota dels búlgars a la batalla de Clídion